# Nurse (Lichtenstein)
Nurse ist ein Gemälde des amerikanischen Pop-Art-Malers Roy Lichtenstein aus dem Jahr 1964.
Nurse gehörte zu den teuersten Gemälden, die jemals verkauft wurden, als es am 9. November 2015 von einem anonymen Käufer für 95.365.000 USD gekauft wurde. Dies war der damalige Rekordpreis für ein Bild eines amerikanischen Pop-Art-Malers. Es war zuvor 1995 für 1,7 Millionen US-Dollar versteigert worden. Christie’s, das Auktionshaus, das an dem Verkauf beteiligt war, nannte Nurse eine „fundamentale Lichtenstein-Heldin“ und erklärte, dass das Thema einem Comic-Roman aus den 1960er Jahren entnommen sei.

## Technische Spezifikationen
- Technik: Öl und Magna auf Leinwand
- Abmessungen: 121,9 × 121,9 cm (48 × 48 Zoll)
- signiert und datiert „rf Lichtenstein ’64“ (auf der Rückseite)